# 0verflow
Overflow（日語：オーバーフロー），是總部設於東京都千代田區神田小川町的STACK有限公司旗下成人遊戲品牌，代表者是大沼明夫。虽然該品牌的英文名稱應為「Overflow」，但申请域名的时候已被占用，故將第一個字母「O」改成數字「0」，變成「0verflow」以當作域名。作品多為亂倫題材內容，而日語品牌名稱恰與日文漢字「叔母風呂」同音，故常被如此描述。

## 作品列表
- 1999年11月26日 ら〜じ・PonPon（日语：ら〜じ・PonPon）
- 2000年8月25日 PureMail -ピュアメール-（日语：PureMail -ピュアメール-）
- 2001年4月27日 オーバーフローぷれじゃ～ボックス
- 2001年12月28日 Snowラディッシュバケーション!!（日语：Snowラディッシュバケーション!!）
- 2002年12月27日 妹でいこう!（日语：妹でいこう!）
- 2003年4月01日 Summerラディッシュバケーション!!（日语：Summerラディッシュバケーション!!）
- 2003年12月28日 マジカル☆ユニティー
- 2004年4月30日 MISS EACH OTHER（日语：MISS EACH OTHER）
- 2004年8月13日 Summerラディッシュバケーション!!1.1（夏Comi限定發售）
- 2004年8月13日 Summerラディッシュバケーション!!2（夏Comi限定發售）
- 2004年10月15日 LOST M（日语：LOST M）
- 2005年4月28日 School Days
- 2006年1月27日 オーバーフロー プレミアム・トリロジーBOX
- 2006年6月23日 Summer Days
- 2010年3月19日 Cross Days
- 2010年10月8日 SCHOOLDAYS HQ
- 2012年4月27日 Shiny Days
- 發售中止 TearMail -ティアメール-
- 2014年7月3日 Island Days (發售:KLON)
- 2014年10月31日 Strip Battle Days
- 2016年4月28日 Strip Battle Days 2

## 外部連結
- Overflow OFFICIAL WEB SITE （页面存档备份，存于）（日語）
- 有限会社スタック （页面存档备份，存于）（日語）
- STACKSoftware Official Homepage （页面存档备份，存于）（日語）
- 0verflow的X（前Twitter）（日語）